# Carlina tragacanthifolia
Carlina tragacanthifolia ist eine Pflanzenart aus der Gattung Eberwurzen (Carlina) in der Familie der Korbblütler (Asteraceae).

## Merkmale
Carlina tragacanthifolia ist ein weißfilziger, ausdauernder Zwergstrauch, der Wuchshöhen von 15 bis 20 Zentimeter erreicht. Die Polsterpflanze besitzt sparrige Zweige und einen reich verzweigten Wurzelstock. Die Frühjahrsblätter sind weich, verkehrtlanzettlich, ganzrandig oder leicht fiederspaltig und dornenlos. Die anderen Blätter sind schmal lineal, ungefähr 50 Millimeter lang und rinnig. Sie besitzen einen Enddorn sowie vier bis sechs 12 bis 15 Millimeter lange Seitendornen. Die Körbchen haben einen Durchmesser von 8 bis 20 Millimeter. Die äußeren Hüllblätter sind blattähnlich und 20 bis 50 Millimeter groß. Die inneren Hüllblätter sind ungefähr 10 Millimeter groß. Die Blüten sind hellgelb.
Die Blütezeit liegt im Juli.
Die Chromosomenzahl beträgt 2n = 20.

## Vorkommen
Carlina tragacanthifolia kommt im Bereich der südöstlichen Ägäis vor. Insgesamt kommt sie in Griechenland, in der Ägäis, auf Kreta und in der Türkei vor. Die Art wächst in Phrygana und auf Küstenfelsen.

## Belege
- Ralf Jahn, Peter Schönfelder: Exkursionsflora für Kreta. Mit Beiträgen von Alfred Mayer und Martin Scheuerer. Eugen Ulmer, Stuttgart (Hohenheim) 1995, ISBN 3-8001-3478-0, S. 319.